# Julia Kopecký
Julia Kopecký (10 augustus 2004) is een Tsjechische en Nederlandse wielrenster, die uitkomt voor Tsjechië. Ze rijdt voor Team SD Worx-Protime. 

## Biografie

### Jeugd en achtergrond
Kopecký heeft dankzij haar moeder een Nederlandse en door haar vader ook een Tsjechische nationaliteit. Haar ouders ontmoetten elkaar in Groot-Brittannië en verhuisden later naar Nederland. Hierdoor is ze opgegroeid in de omgeving van Leiden. Tsjechië is haar zomerse vakantieland waar het fietsen begon. Vader Petr zorgde met het goede voorbeeld ervoor dat ook de kinderen lol kregen in het veldrijden. Haar oudere broers Tomáš (TDT-Unibet) en Matyáš (Team Novo Nordisk) zijn ook wielrenners. Kopecký begon in 2018 met crossen. De Belgische Lotte Kopecky is geen familie.

### Juniorenkampioen Tsjechië
Eind 2020 won Kopecký drie veldritten voor junioren in de TOI TOI Cup en het Tsjechische kampioenschap veldrijden voor junioren. In de Wereldbeker voor junioren ging alleen de wedstrijd in Tabor door, waarin ze als achtste eindigde.
In 2021 werd Kopecký bij de junioren in de Tsjechische kampioenschappen zowel tweede bij het veldrijden, als het tijdrijden op de weg. Een jaar later werd ze met overmacht Tsjechisch kampioen in de wegrit. In datzelfde 2022 won Kopecký met een solo, een rit in de juniorenkoers van de Omloop van Borsele. In de Watersley Ladies Challenge werd ze tweede, zowel in de eerste rit, het algemeen klassement als het bergklassement. Alleen Zoe Bäckstedt moest ze voor laten gaan.

### Opleiding bij AG Insurance-NXTG
In 2023 kwam Kopecký bij de opleidingsploeg AG Insurance-NXTG U23. Ze combineerde het fietsen met een studie psychologie aan de Universiteit Leiden. Haar ploeg hield in haar programma rekening met haar tentamens. Bij de Tsjechische kampioenschappen veldrijden reed ze mee bij de vrouwen elite en werd ze tweede achter Kristýna Zemanová.
In april won ze Leiedal Koerse in Harelbeke. Ze zat als enige van haar ploeg in een kopgroep van tien rensters, met daarbij vier van Human Powered Health en twee van Parkhotel Valkenburg. In volle finale plaatste Kopecký een splijtende aanval. Verwoede pogingen om haar terug te halen mochten niet baten. Een maand later sprintte ze twee keer naar de tweede plaats in een etappe van de Tsjechische Tour de Feminin. Met een derde plek in de tijdrit en een iets mindere tweede rit, behaalde ze de vierde plek in het algemene klassement en een tweede plek in het puntenklassement.
In december 2023 werd ze tweede in de Cyclocross Rucphen en reed ze zich in de kijker met een vierde plek in de live op televisie uitgezonden Exactcross Essen.
In het voorjaar van 2024 werd Kopecký alleen door Femke Markus verslagen in de eindsprint van Volta NXT Classic.

## Erelijst

### Veldrijden
2020
 Tsjechisch kampioene veldrijden, junioren
3 veldritten in de TOI TOI Cup voor junioren
2021
 Tsjechisch kampioenschap veldrijden, junioren
2023
 Tsjechisch kampioenschap veldrijden

### Wegwielrennen
2021
 Tsjechisch kampioenschap tijdrijden, junioren
2022
 Tsjechisch kampioene op de weg, junioren
2e etappe Omloop van Borsele, junioren
2023
Leiedal Koerse
2024
1e (ITT) en 2e etappe Tour de Feminin
Eind-, punten- en jongerenklassement Tour de Feminin
 Tsjechisch kampioene tijdrijden, elite
2025
 Tsjechisch kampioene tijdrijden, elite

## Ploegen
- 2025 –  Team SD Worx-Protime

van Belle (vanaf 29/4) · Bredewold · van der Breggen · van den Broek-Blaak (tot 11/2) · Cecchini · Gerritse · Guarischi · Häberlin · Harvey · J. Kopecký · L. Kopecky  · Lach · Markus · Schneider · Schreiber · Schreurs · Vas · Wiebes 